# Giant Steps
Giant Steps es el quinto álbum de estudio de John Coltrane como líder. El álbum, su primera grabación para Atlantic Records, fue grabado entre mayo y diciembre de 1959, coincidiendo con las fechas en las cuales Coltrane participaba en el clásico Kind of Blue de Miles Davis. Precisamente estuvo acompañado de otros tres músicos que aparecen en ambas grabaciones, los miembros del Quinteto de Miles Davis Paul Chambers, Wynton Kelly y Jimmy Cobb.
En el 2003, en una edición especial, la revista Rolling Stone posicionó el álbum en el puesto 102 de su lista de los 500 mejores álbumes de todos los tiempos.

## Lista de temas

### Cara A
| N.º | Título        | Escritor(es)  | Duración |  |
| 1.  | «Giant Steps» | John Coltrane | 4:43     |  |
| 2.  | «Cousin Mary» | John Coltrane | 5:45     |  |
| 3.  | «Countdown»   | John Coltrane | 2:21     |  |
| 4.  | «Spiral»      | John Coltrane | 5:56     |  |

### Cara B
| N.º | Título                | Escritor(es)  | Duración |  |
| 1.  | «Syeeda's Song Flute» | John Coltrane | 7:00     |  |
| 2.  | «Naima»               | John Coltrane | 4:21     |  |
| 3.  | «Mr. P.C.»            | John Coltrane | 6:57     |  |

## Personal
- John Coltrane — saxo tenor
- Tommy Flanagan — piano
- Wynton Kelly — piano en «Naima»
- Paul Chambers — contrabajo
- Art Taylor — batería
- Jimmy Cobb — batería en «Naima»

## Personal técnico/de producción
- Nesuhi Ertegün — productor
- Tom Dowd, Phil Iehle — ingenieros